# Воскресенская церковь (Томск)
Воскресенская церковь — православный храм в Томске. По имени храма названа Воскресенская гора, на мысу которой он находится. Церковь построена в редком стиле сибирского барокко по типовому проекту Растрелли. К югу от церкви проходит Раскат (он же Воскресенский взвоз, ныне Октябрьский взвоз).

## История

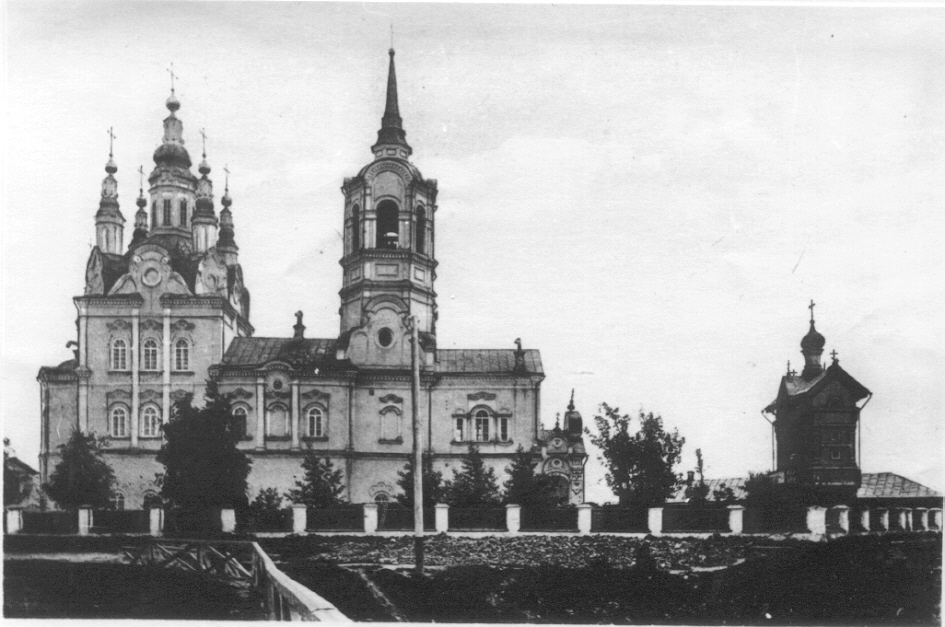
Церковь в начале XX века

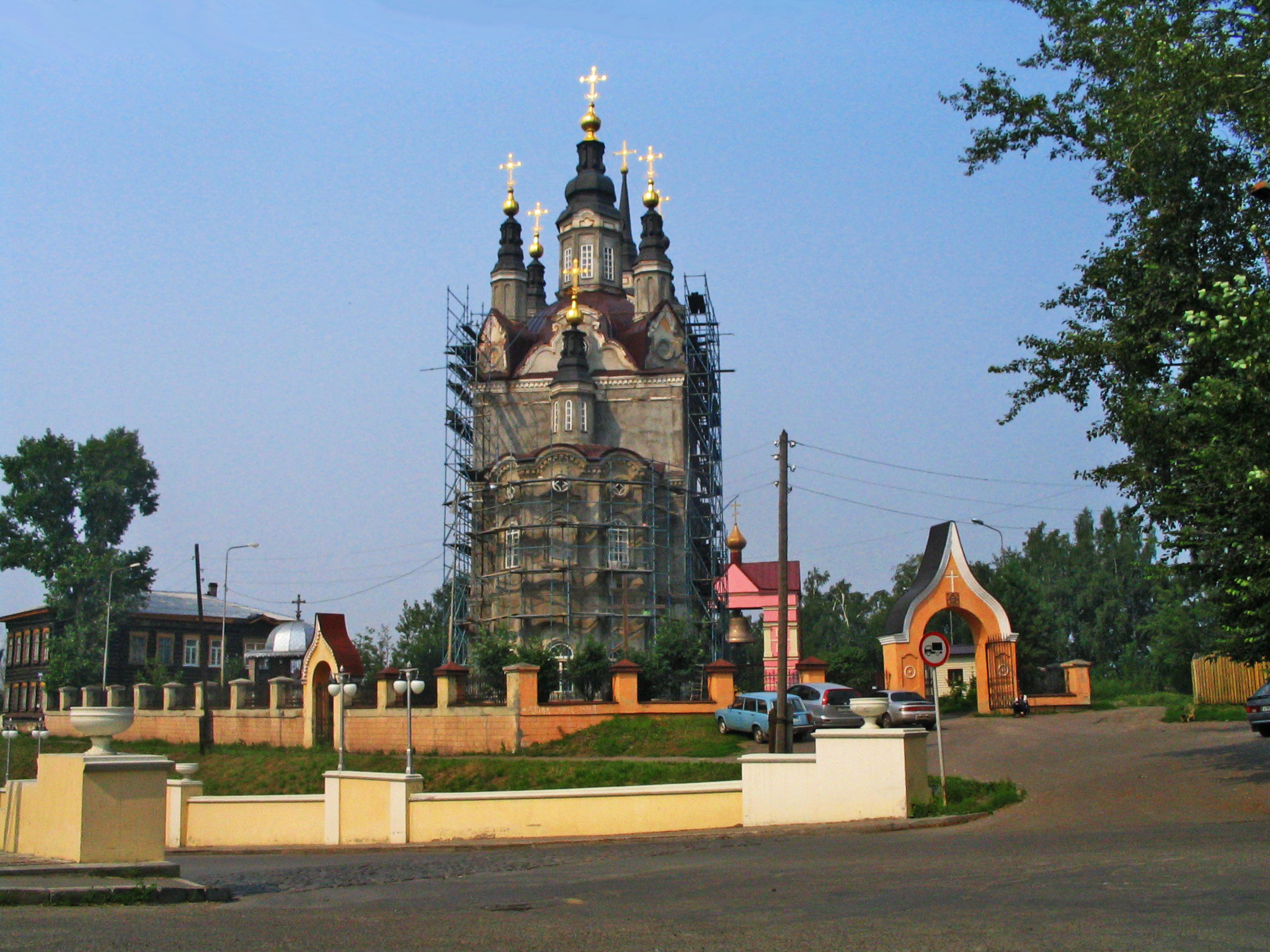
Церковь во время ремонта, 2006 год

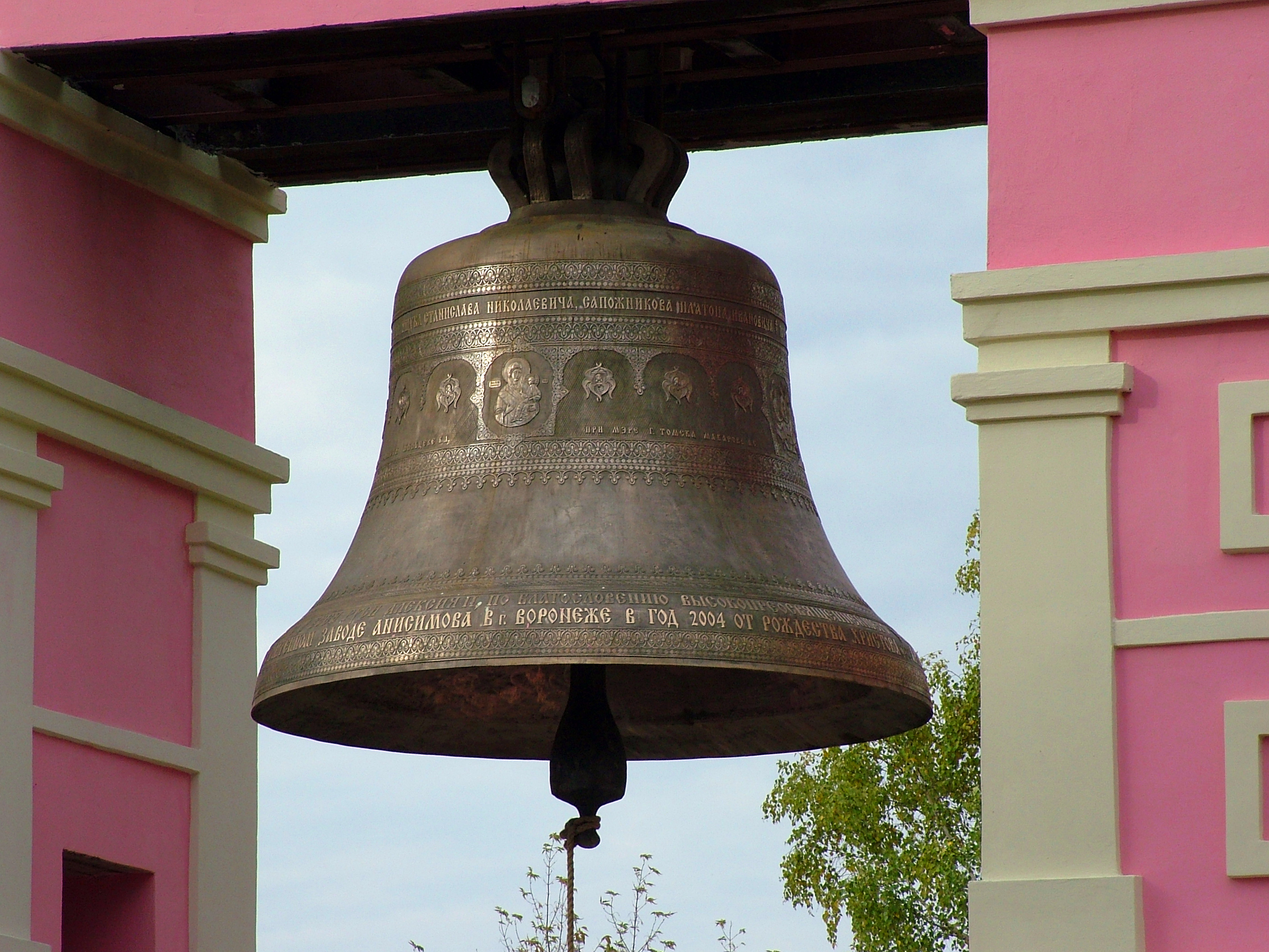
Колокол Воскресенской церкви

Храм первоначально был деревянным и находился на территории Богородице-Успенского мужского монастыря, упразднённого в 1626 году. Её основатель — первый архиерей Тобольский Киприан в 1622 году. Обветшавший из-за частых пожаров храм решили перестроить. Так в 1789 году Егором Домоневским и Петром Барановым был заложен каменный фундамент церкви, однако её строительство часто приписывают томским мещанам Ивану Карпову и Ивану Недомолвину.
18 октября 1803 года освятили новую каменную Воскресенскую церковь. Престол в нижнем приделе был освящён в честь Обновления храма Воскресения Христова в Иерусалиме. Около четырёх лет шло обустройство верхнего этажа, и 16 июня 1807 года был освящён верхний престол храма — в честь Успения Божьей Матери.
В конце XIX века холодный верхний этаж был перестроен в тёплый на средства прихожан храма П. Б. Шумилова и А. Е. Кухтерина.
В 1897 году на отдельно стоящую звонницу был поднят отлитый в Ярославле на пожертвования крестьянина Андрея Афанасьевича Васильева колокол весом 1005 пудов 30 фунтов (16474 кг) стоимостью около 18000 рублей.
В 1922 году по акту губернской комиссии об изъятии церковных ценностей у храма забрали часть серебряной утвари — большие и малый кресты, подсвечники, кадило, лампады и т. д. В 1930 году церковный колокол был снят и пошёл на переплавку.
4 августа 1936 года храм закрыли, однако спустя 21 день её вновь открыли по просьбе прихожан, 3 ноября вновь закрыт. В 1937 году была предпринята попытка сноса церкви, но была снесена лишь церковная ограда.
Госстройтрест (курсы и общежитие рабочих), гараж для машин, а затем склад для зерна находились в здании храма в 1930-е годы. В 1940-е годы в храм из-за боязни вторжения японских войск в СССР были перенесены архивы РСФСР по Дальнему Востоку.
В 1980—1990 годах прошла реставрация фасадов здания, были отремонтированы алтари, восстановлен каркас иконостаса храма, его купола и крыша, восстановлены позолоченные кресты. В 2004 году копия знаменитого колокола была поднята на вновь выстроенную звонницу.

## Архитектура
В отличие от западно-европейской архитектуры барокко, в Сибири фасады монументальных культовых сооружений облицовывались не камнем, а выполнялись высококачественной штукатуркой с гипсовыми деталями, что содействовало усилению пластического начала, а так же позволяло применять разнообразную окраску. На этом интенсивном цветном фоне нарядно выступают белые лопатки, пилястры, карнизы, наличники окон и т. п.
В двухэтажном кирпичном оштукатуренном здании церкви обращают на себя внимание её наиболее интересные архитектурные особенности и примечательные детали декора. Планировочная структура храма имеет традиционную трёхчастную схему: храм с апсидой — трапезная — колокольня, дополненные с запада притвором и папертью.
Апсида обладает сложным абрисом плана, представляющего собой полуциркульную форму с вогнутыми боковыми сторонами. К квадратному в плане храму с запада примыкает одинаковая с ним по ширине прямоугольная трапезная, вытянутая по оси запад-восток. Квадратный в плане нижний ярус колокольни несколько уже трапезной. Прямоугольные притвор и паперть, замыкающие с запада общую планировочную композицию церкви, по ширине аналогичны колокольне.
В объёмно-пространственной структуре церкви выделяются два вертикальных композиционных акцента — храм и колокольня, объединённые расположенным между ними более низким объёмом трапезной. Высокий четверик храма завершается пятью восьмигранными барабанами с главами образующими ярко выраженную ярусную композицию. Изысканная, несколько причудливая форма глав придаёт силуэту церкви прихотливый характер. Апсида значительно ниже четверика. Восьмигранный барабан с главой, венчающий апсиду, служит в композиционном отношении как бы переходным элементом от её низкого объёма к более высокому четверику.
Четырёхъярусная колокольня увенчана невысоким шатром. Нижние два яруса имеют четырёхгранную форму и по высоте соответствуют объёму трапезной. Два верхних яруса восьмигранные. Переходным элементом от верхнего яруса к шпилю служит низкий восьмигранный постамент. Паперть с более высоким объёмом притвора образуют ступенчатую композицию.
Система перевязки кирпичной кладки Воскресенской церкви (в её первоначальном ядре) — «верстовая».
Южный и северный фасады церкви (четверика) разделены с помощью профилированных тяг на три горизонтальные зоны, соответствующие трём рядам окон. По вертикали фасады членятся пилястрами на три прясла, в каждом из которых помещено по одной оси проёмов. Центральное прясло значительно уже боковых. Умелым композиционным приёмом является разрыв венчающего карниза на всю ширину центрального прясла. Благодаря этому подчёркивается композиционная слитность центрального прясла и завершающего его фигурного фронтона. Фигурные фронтоны отмечают не только центры фасадов храма, но и установлены над угловыми частями четверика. Однако последние отличаются по своей форме от центральных фронтонов. Если абрис центральных фронтонов носит плавный, «текучий» характер, то очертания угловых фронтонов более геометризированы.
Наличники окон первого света штукатурные. Они имеют трёхлопастное завершение, чьё поле украшено двумя штуковыми розетками по бокам и головкой ангелочка в центре. Наличники окон света четверика завершаются фигурными волютами и полукруглыми сандриками с дробной многообломной профилировкой. Наличники проёмов второго света обладают аналогичными сандриками, но без волют.
Южный и северный фасады трапезной в три оси окон (центральное окно второго яруса — ложное) делятся на две горизонтальные зоны с помощью профилированного пояса. Вертикально они членятся на три прясла пилястрами. Центральное прясло уже боковых и завершается лучковым фронтоном. Наличники окон первого и второго света трапезной аналогичны обрамлениям соответствующих проёмов четверика.
Ярусы колокольни композиционно отделяются друг от друга профилированными карнизами. Углы верхних ярусов обработаны пилястрами. Грани третьего яруса, обращённые к сторонам света, украшены фигурными фронтонами, аналогичными центральным фронтонам четверика. Между третьим и четвёртым ярусами композиционно выделяется промежуточная зона, обработанная прямоугольными филенками. Верхний ярус звона на всех гранях имеет большие арочные проёмы. Южная, северная, западная и восточные его грани завершены полуциркульными фронтонами, поле которых занято фигурными филенками.
Южный и северный фасады притвора разделены профилированным поясом на две зоны. Верхняя часть имеет симметричное трех-осевое построение композиции. Западный фасад паперти в стилизованной форме имитирует церковные крыльца древнерусской архитектуры.
Внутреннее пространство церкви, апсиды, трапезной, и притвора разделено на два этажа. Апсида в обоих ярусах перекрыта конхой. Нижний ярус четверика перекрыт сомкнутым сводом. Восьмилотковый свод на тромпах верхнего яруса открывается в световой центральный барабан.
Пространство трапезной в обоих этажах соединяется с помещением храма с помощью одного большого проёма и перекрыто коробовым сводом. Трапезная соединяется с двумя нижними ярусами колокольни, завершёнными коробовыми сводами.
Притвор в нижнем ярусе разделён кирпичными стенами на три помещения (одно из них перекрыто коробовым сводом, два имеют плоское перекрытие). Верхний его ярус представляет собой единое помещение с двумя уровнями пола, имеет плоское перекрытие. С более низкого уровня к более высокому, соответствующему уровню всего второго этажа церкви, ведёт широкая одномаршевая лестница. В помещении паперти находятся две лестницы, идущие со стороны южного и западного фасадов с уровня земли на нижний уровень второго яруса притвора.
От убранства интерьеров осталась штуковая отделка сводов. Последние украшены лепными розетками, а вдоль рёбер сводов проходят профилированные штукатурные тяги.
После закрытия храма внутренняя стенная роспись в нём была заштукатурена, частью закрашена. Восстановить её не удалось: после освобождения стен от набела, штукатурки и краски изображения на стенах едва просматриваются. Поэтому предполагается со временем сделать новую роспись храма.
Полностью отремонтирован притвор и лестницы, ведущие в притвор и на второй этаж. В Успенском храме на первом этаже идёт подготовка стен к росписи, готовится новый иконостас.

## Иконостас
В документах Государственного архива Томской области сохранилась Инвентарная опись Воскресенской церкви, в которой упоминается иконостас верхнего Успенского придела:
«Иконостас деревянный, пятиярусный, выкрашен желтой масляной краской, местами позолоченный. Царские врата резные, вызолоченные, имеют иконы Благовещения и четырех евангелистов. Направо от царских врат расположены иконы Воскресения, арх. Михаила (южная дверь), Воздвижения Креста Господня. Налево от царских врат иконы Успения Божией Матери, арх. Гавриила (северная дверь), Преображения Господня.
На 2-м ярусе (ставе): Тайная Вечеря, Богоявление, Сретение, Вознесение, Рождество Девы Марии, Александр Невский, Покров Божией Матери.
На 3-м ярусе: Сошествие Св. Духа, Судилище Пилата, Иисус Христос в темнице, Несение Креста на Голгофу, Бичевание Иисуса Христа, Пригвождение ко Кресту, Снятие с Креста.
На 4-м ярусе: Воскресение Христово, Моление о Чаше, Петрово отречение, Жены Мироносицы, Осязание Фомино (Уверение Фомы).

На 5-м ярусе (ставе): Господь Саваоф»

## Священнослужители храма
- 1762 г.
  - священник: Иоанн Меркурьев
  - диакон: Пётр Иоаннович Меркурьев
  - пономарь: Пётр Шихов
- 1785 г.
  - священник: Иоанн Меркурьев
  - пономарь: Васили Андреевич Шихов
- 1781 г.
  - священник: Пётр Меркурьев
- 1790 г.
  - священник: Иоанн Истомин
  - пономарь: Терентий Иванович Большанин
- 1808 г.
  - священник: Иоанн Черкасов
- 1824 г.
  - священник: Иоанн Черкасов
  - священник: Михаил Вавилов
- 1832 г.
  - священник: Философ Вахрушев
  - священник: Пётр Ильин (перевёлся из другого города)
  - дьячок: Иоанн Черкасов (священник в запрете)